# Германовка (Харьковская область)
Германовка (укр. Германівка) — село,
Сахновщинский поселковый совет,
Сахновщинский район,
Харьковская область.
Код КОАТУУ — 6324855101. Население по переписи 2001 года составляло 173 (79/94 м/ж) человека. В 2017 году - меньше 60 человек.

## Географическое положение
Село Германовка находится на расстоянии в 3 км от реки Богатая (левый берег).
По селу в 2000 году  протекал пересыхающий ручей, вдоль которого оно вытянуто на 5 км.
На расстоянии в 1 км расположено село Шевченково,
в 3-х км — пгт Сахновщина.
Через село проходит автомобильная дорога Т2120.

## История
- 1900 — дата основания.

## Экономика
- ТОВАРИСТВО З ОБМЕЖЕНОЮ ВІДПОВІДАЛЬНІСТЮ "АГРАРНА СЛОБОДА"

## Объекты социальной сферы
- Отсутствуют с 2004 года